# Antiquorum habet fida relatio
Antiquorum habet fida relatio je papeška bula, ki jo je napisal papež Bonifacij VIII.. Izdal jo je 22. februarja 1300.

## Opis
Bula govori o prvem znanem jubilejnem odpustku leta 1300, ki ga je objavil papež Bonifacij VIII. Neki z razlogom odpustek svetega leta postavljajo v zvezo s Celestinovim odpustkom, ki ga je uvedel Bonifacijev predhodnik Celestin V. resda v manjšem obsegu, v malo drugačni obliki, a skoraj z isto vsebino.
Šest let pred bulo Bonifacija VIII., ki je uvedel uradno v Cerkev sveto leto z vesoljnim ali popolnim odpustkom, se je v Akvili rodil jubilej proslavljanja bule; jubilej, ki se ponavlja vsako leto za en dan. Akvilanci so vedno ljubosumno varovali »Bulo odpustka« (it.: Bolla della Perdonanza), ki se začenja v latinščini z besedami: »Inter sanctorum solemnia« (Med prazniki svetnikov). To praznovanje prvega znanega odpustka v zgodovini se ponavlja vse do danes od 28. do 29. avgusta in je povezano s podobnimi pogoji: molitev, spoved in obisk akvilske stolnice in bazilike Santa Maria di Collemaggio – enkraten, medtem ko je papež Bonifacij zahteval za Rimljane tridesetkratnega, za romarje pa 15-kraten obisk rimskih bazilik apostolskih prvakov Petra in Pavla. Papež Celestin je delil privilegije in pravice z odprto roko; tako je tudi cerkev S. Maria di Collemaggio prejela nenavaden privilegij z omenjeno listino, ki je bil vsakoleten. Bila je sicer navada, da so papeži podelili ob obletnici svojega kronanja odpustek, ki je vseboval popolno odpuščanje krivd in kazni po kesanju in spovedi. Ta privilegij - ki pa ni bil omejen - in tudi vse druge Celestinove privilegije - je preklical Bonifacij VIII., kar pa je povzročilo vrsto tovrstnih ponaredkov. Bonifacij je uničil vse, kar je njegov prednik napravil – bulo so zato v Akvili toliko bolj skrbno čuvali in jo tudi ohranili do današnjega časa. Kljub temu nasprotovanju se je nedvomno navdihoval pri svojem predniku, ko je uvedel odpustek za celo jubilejno leto 1300 s svojo bulo.

## Zgodovina
Konec 1299 je v Evropi zavladala stiska in strah, češ da bi se mogli osvoboditi vsi hudiči in povzročiti nepredvidljive katastrofe. Pogostni potresi so to bojazen naredili še bolj otipljivo. Ljudstvo se je podalo na iskanje varstva, mnogi v Rim, da bi našli upanje in mir. Preseneča hitrost, s katero je Bonifacij odgovoril narodnim pričakovanjem. V teku enega mesca – od 17. januarja do 17. februarja – je ukazal raziskave, se posvetoval s kardinali in določil stroga pravila. Izdelal je sestavo izvirnega in lastnega jubileja ali svetega leta, ki je odstopal od hebrejskega izročila. To je bil »njegov« jubilej, pretanjeno razodevanje njegove veljave. Možnost popolnega in velikodušnega odpustka je bilo imenitno kazanje oblasti svetega Petra. Samodejno se je porajala nova ustanova svetih let; na ta način je Bonifacij uspel izpolniti eshatološko upanje in dati Rimu položaj novega središča vsega krščanstva, in na ta način nekako nadomestil Jeruzalem, ki je za dolga stoletja postal nedostopen, ker je padel v roke muslimanov.
Leta 1300 so Italijo nadlegovali strašni in pogostni potresi. Mnogi ljudje so v bojazni, da jih ne bi žive pod seboj pokopale ruševine, zapuščali mesta in druge utrjene kraje ter odhajali prebivat na odprto deželo. Zategadelj je dobri papež Bonifacij uvedel veliki jubilej z namenom, da bi odvrnil tolike nadloge in hudine, da bi pomiril upravičeno Božjo jezo ter ljudi spravil z Bogom in med seboj. To sveto leto naj bi  potem praznovali vsakih sto let in odslej so ga imenovali »veliki jubilej« ali »sveto leto«. Bistvo tega jubileja je bil popolni odpustek z odpuščanjem grehov za vse tiste, ki bi obiskovali sveti baziliki apostolskih prvakov Petra in Pavla skozi trideset dni, če so bili Rimljani, ali pa skozi petnajst dni, če so bili tujci. Ta veliki odpustek je razglasil za vesoljno krščanstvo.
Naval romarjev v Rim je bil tako velik, da spričuje takratni sodobni in zelo pošteni zgodovinar Janez Vilanski, ki se je tudi sam podal v Rim, da bi sodeloval pri omenjenem jubileju: da ni bilo dneva, ko se ne bi v Rimu mudilo dvesto tisoč romarjev. Kljub temu, da je bil zbor tako velik, ni nikoli manjkalo živil.. Dodaja, da se je Rim tedaj napolnil z neizmernim bogastvom.

Papež Bonifacij je bil odločen mož; kljub temu pa je premišljeval dva meseca, da je na praznik Sedeža svetega Petra, 22. februarja, izdal svojo listino. Kardinal Giacomo Stefaneschi  je med tem poklical Giotta , da naj bi ovekovečil obred odpiranja svetega leta, ko bo papež z lože stare Bazilike svetega Petra bral bulo, medtem ko kardinal Stafaneschi podpira dragocena mašna oblačila ali paramente.
Papež je nedvomno mislil, da se v stotih letih lahko izgubi še tako temeljito opremljena in shranjena listina, kot je bila bula. »Bula« se imenuje zato, ker je bila povezana z rdečimi trakovi pritrjenimi s svinčenim pečatom, na katerem je bil žig ključev svetega Petra. Zato ni bila samo napisana na pergament, ampak tudi vklesana v marmor, med drugim tudi v sami baziliki svetega Petra. 

### Prodajanje in kupovanje odpustkov?
Nekateri podtikajo vse do danes papežu Bonifaciju v zvezi s sklicom svetega leta prav namen obogatitve, kakor je na primer to storil Dante Alighieri v svoji Božanski komediji, kjer sumi Bonifacija grabežljivosti in zato obljublja papežu mesto med simonisti (Pekel XIX, 53s). Ne smemo pa pozabiti, da je bil papež njegov politični nasprotnik, ki je Dantejevo stranko z orožjem porazil.
Nič čudnega, da je tako gledal na denarne zadeve tudi navdušenec za popolno uboštvo, frančiškanski zanesenjak Jakopone  Todski, ki je prav tako besnel zoper papeža. Glavni razlog je malodane bil, ker je Bonifacij VIII. fanatične "fraticelle" razpustil.  Glede »svetega leta« je obtoževal papeža, češ da je uvedel to »novotarijo« in "prodajanje odpustkov" iz gole dobičkaželjnosti:  
| La tassa sul peccato (del) Lucifero novello a sedere en papato lengua de blasfemia ch'el mondo hai venenato. | Odkupnina za greh (del) Novi Lucifer sedi na papeškem prestolu; z bogokletnim jezikom je zastrupil svet. |

Omenjena pesnika – obenem tudi goreča Celestinova somišljenika – sta menila, da je Bonifacij prisilil svojega predhodnika k odstopu in da si je z denarjem kupil papeštvo. Ker sta bila (pre)navdušena za frančiškansko uboštvo, sta bila prepričana, da »človek ne živi (samo) od kruha, ampak (le) od vsake besede, ki izhaja iz Božjih ust« (5 Mz 8,3; Mt 4,4); menila sta – in kot ostra Bonifacijeva kritika, da bi moral biti papež zgled popolnega uboštva. Pozabila pa sta staro življenjsko resnico, da človek živi tudi od kruha – od česar ni izvzet niti papež.
Zgodovinar in pisatelj Piero Bargellini pa je prišel po skrbnem preučevanju do popolnoma drugačnih ugotovitev. Odkril je zanimivost, da je dodal prepisom listine "Antiquorum...", ki jih je razposlal papež Bonifacij VIII. po vsem katoliškem svetu, - najbrž njegov tajnik - še tri leoninske vrstice. Pridigarji so jih omenjali, župniki ponavljali, romarji pa so se jih naučili na pamet in jih gredoč prepevali, spremljajoč z ropotom svojih romarskih palic. Napisali so jih tudi na cerkve ob Rimski cesti (Via Romea); enega lahko še danes beremo nad glavnim vhodom v siensko stolnico:
| Antiquorum habet fida relatio Annus centenus – Romæ semper est iubileus Crimina laxantur – cui pœnitet ista donantur Hoc declaravit – Bonifacius et roboravit. | Verovno izročilo starih Vsako stoto za zmeréj – leto j' v Rimu jubilej. Grehi v kesu izbrisani – po tem daru milosti. Bonifacij razglasil – je vse to in potrdil. |

Te tri vrstice je verjetno dodal buli Silvester, Bonifacije tajnik. Kot dober pedagog je vedel, da si je pesem lažje zapomniti kot prozo in da se globlje vtisne njen nauk v dušo. Te verze so vtisnili tudi na spomenike. Ko se pa kaka stvar velikokrat prepisuje, se lahko prikrade tudi tiskarski škrat. Tako se je zgodilo tudi s temi vrsticami. V Benetkah so 1748 izdali knjigo Glossarium mediæ et infimæ latinitatis. Tam so namesto »Crimina laxantur« natisnili - nalašč ali po naključju: »Crimina taxantur«; ne torej, da so »grehi odpuščeni«, ampak da so »grehi zaračunani«, torej plačani. Torej naj bi tisti papež, ki so ga pesniki in letopisci že tako imeli v želodcu, s svetim letom še dobro zaslužil s prodajanjem odpustkov.
Manjši bratje mu niso mogli pozabiti, da jih je Bonifacij kot strog pravnik trdo prijemal v nasprotju z blagim Celestinom, ki je delil na široko privilegije zlasti strogim ubožnim redovom, v svoji naivnosti pa Cerkev privedel z imenovanjem francoskih kardinalov pod njihov vpliv in posredno pod vpliv njihovega brezobzirneg "cesarja" Filipa Lepega, kar bo kmalu po Bonifacijevi smrti privedlo do žalostnega tako imenovanega avinjonskega suženjstva in surovega pogroma nad templarji.
Po eni strani gibelini, po drugi strani fraticelli, so razširili govorice, da se je Celestin V. odpovedal papeštvu pod pritiskom kardinala Caetanija. Njim se je pridružila mogočna rimska rodbina Colonna, ki pa ni imela niti mističnih nagibov niti političnih idealov, ampak le posvetne interese. Nasprotoval jim je papež, ki se je zavedal svoje oblasti kot naslednik apostola "velikega svetega Petra". Bonifacij torej sploh ni bil simonist, sodomist ali heretik, niti ni sedel na izpraznjenem papeškem sedežu kot vrinjenec, ampak ga je zakonito zasedel, ker je hotel rešiti Petrovo ladjo pred mogočniki tega sveta. Kljub vsem podtikanjem in klevetam je bil to velik papež, ki si je prizadeval omogočiti Cerkvi, da bi bila svobodna od vse političnih vplivov in da bi zedinil ter pomiril krščanstvo in povedel križarje zoper napredujoče Turke.
»Vodil je cerkev na svoj način« - je zapisal Dino Compagni – »in poniževal tistega, ki se z njim ni strinjal.« Njegov način vodenja Cerkve je obstajal v utrjevanju oblasti svetih ključev in svobodo tistega, ki bi jih moral uporabljati, neomejenega učitelja vere in nravnosti. 

Kot mnoge druge krivične obtožbe na njegov račun, je morala pasti tudi tista glede lakomnosti. Ni zaradi lakote po zlatu razglasil svetega jubilejnega leta, čeprav je naval romarjev prinesel v Rim tudi denarno menjavo. 
Janez Villani, ki si je tudi osebno želel pridobiti odpustkov, poroča:
Kako je papež Bonifacij VIII. dal odpustek vsem kristjanom, ki so se podali v Rim v jubilejnem letu 1300. 

Okrog leta Gospodovega 1300, računajoč po Kristusovem rojstvu, se je dogajalo tole: Mnogi ljudje so pravili, da so slišali izročilo starih, da vsakih sto let takratni papež ob tem času daje velik odpustek. Papež Bonifacij  VIII., ki je bil tedaj apostolik, je torej v omenjenem letu v čast Kristusovega rojstva  podelil izredno velik odpustek na tale način: vsak Rimljan, ki bi obiskal skozi 30 dni celo leto, začenši z določenim dnevom, cerkvi blaženih apostolov sv. Petra in sv. Pavla, a skozi 15 dni vsi vesoljni ljudje, ki niso Rimljani, vsem tem podelil popolni in celostni odpustek vseh njihovih grehov, krivde in kazni, če so se spovedali ali spovedale. V tolažbo so krščanskim romarjem vsak petek ali na slovesen praznik pokazali pri svetem Petru Veroniko, pravo Kristusovo podobo s prta. Za to stvar je velik del kristjanov, ki so živeli v tem času, žensk kakor tudi moških, opravil omenjeno romanje, od raznih in različnih dežel, kakor tudi od daleč in od blizu. Najbolj čudovita stvar, ki jo je bilo mogoče sploh kdaj videti, je bila neprekinjeno skozi vse leto, da se je nahajalo v Rimu, poleg mestnih prebivalcev, 200.000 romarjev, ne vštevši tistih, ki so prihajali ali odhajali po svojih opravkih.  Vsi so bili preskrbljeni in zadovoljeni z živili, konji in ljudje, in vse je bilo dobro urejeno, in brez pretepanja ali gneče. Glede tega lahko pričam tudi jaz, ki sem bil navzoč in sem vse to videl. Od darov, ki so jih darovali romarji, je zelo narastel cerkveni zaklad, in vsi Rimljani so od trgovine obogateli.   
Na grobu apostola so zbirali denar z grabljami; šlo je pa za novce male vrednosti, ki so imeli veliko težo, veljali pa niso skoraj nič. Ni šlo torej niti za plačilo za greh, ker so to bili prostovoljni darovi. Bonifacija ni nagnila pogoltnost, da je uvedel sveto leto, niti želja, da bi privabil v Rim veliko število vernikov, ampak zavest, da deluje kot njegov naslednik v večjo čast "velikega svetega Petra".
Bili so dogodki, ki so mu ušli iz roke, iz tiste roke, ki se je bila pokazala tako čvrsta do »malih bratov« (»fraticelli«), tako trda do neogibelinov, tako odločna do Colonnov, tako oblastna z mogočniki na zemlji, kot je bil Filip Lepi – lep samo po obrazu, a  s pokvarjeno dušo – ampak velikodušen do pobožnih vernikov, ki so se zbirali ob grobu apostolskih prvakov, je postal papež resnično Božji glas: naj sliši ves svet, da je Rim »sveto mesto in sedež naslednika velikega Petra«.  